# رام شریرام
رام شریرام (انگلیسی: Ram Shriram ,تامیلی: ராம் ஸ்ரீராம்؛ زادهٔ ۱۹۵۶ یا ۱۹۵۷ میلادی) از مؤسسان هیئت مدیره و یکی از نخستین سرمایه گذاران شرکت گوگل، اهل هند است. پیش‌از به عنوان یکی از مدیران شرکت آمازون برای جف بزوس کار می‌کرد. پیش‌از حضور در آمازون، در ۱۹۹۴ میلادی وارد تیم اجرایی نت‌اسکیپ شد.
او مدرک کارشناسی را از کالج لویولا زیرمجموعهٔ دانشگاه مدرس اخذ کرد.